# Matilda Joslyn Gage
Matilda Joslyn Gage (Cicero, 24 marzo 1826 – Chicago, 18 marzo 1898) è stata una scrittrice, attivista e saggista statunitense.
Fu suffragetta, attivista per i diritti dei nativi americani, abolizionista e libera pensatrice. È l'eponimo dell'effetto Matilda, che descrive la tendenza a negare il contributo femminile all'invenzione scientifica.
Fu la più giovane oratrice al Convegno nazionale sui diritti delle donne del 1852 tenutosi a Syracuse. Lavoratrice instancabile e oratrice pubblica, contribuì alla stampa di numerosi articoli, ed è considerata "una delle scrittrici più logiche, impavide e scientifiche della sua epoca". Tra il 1878 e il 1881 pubblicò e curò a Syracuse il National Citizen, un giornale dedicato alla causa delle donne. Nel 1880 fu delegata dalla National Woman Suffrage Association ai convegni repubblicano e del Greenback Party di Chicago e al convegno democratico di Cincinnati. Con Elizabeth Cady Stanton e Susan B. Anthony fu per anni in prima linea nel movimento del suffragio e collaborò con loro nella stesura di History of Woman Suffrage (1881-1887). Fu autrice di Woman's Rights Catechism (1868), Woman as Inventor (1870), Who Planned the Tennessee Campaign (1880) e Woman, Church and State (1893).
Gage fu presidente della Suffrage Association di New York per cinque anni e presidente della National Woman's Suffrage Association nel periodo 1875-1876, che era una delle società affiliate che costituivano l'associazione nazionale di suffragio. Ricoprì inoltre la carica di secondo vicepresidente, vicepresidente generale e presidente del comitato esecutivo della National Woman Suffrage Association.
Le opinioni di Gage sul suffragio e sul femminismo furono considerate troppo radicali da molti membri dell'associazione del suffragio e, di conseguenza, organizzò nel 1890 la Woman's National Liberal Union, cui obiettivi erano quelli di affermare il diritto naturale della donna all'autogoverno, mostrare la causa del ritardo nel riconoscimento della sua richiesta, preservare i principi della libertà civile e religiosa, suscitare nell'opinione pubblica il pericolo di un'unione tra chiesa e stato attraverso un emendamento alla costituzione e denunciare la dottrina dell'inferiorità della donna. Fu presidente di questa associazione dal suo inizio fino alla sua morte a Chicago nel 1898.

## Primi anni e istruzione
Matilda Electa Joslyn nacque a Cicero nel 1826. Suo padre, proveniente dal New England e di origini rivoluzionarie, era un pensatore liberale e un primo abolizionista, la cui casa era una stazione della Underground Railroad. Da sua madre, che era un membro della famiglia scozzese Leslie, Gage ereditò la sua passione per le ricerche storiche.
Fu istruita dai suoi genitori e l'atmosfera intellettuale della sua casa influenzò la sua carriera.

## Attività iniziali
Il 6 gennaio 1845, all'età di 18 anni, sposò Henry H. Gage, un commerciante di Cicero, stabilendo la loro dimora permanente a Fayetteville.
Affrontò la prigione per le sue azioni associate alla ferrovia sotterranea ai sensi della legge sugli schiavi fuggitivi del 1850 che criminalizzava l'assistenza agli schiavi fuggiti. Sebbene fosse assillata da problemi sia finanziari sia fisici, il suo lavoro per i diritti delle donne fu ampio, pratico e spesso brillantemente eseguito.
Fu coinvolta nel movimento per i diritti delle donne nel 1852 quando decise di parlare al Convegno nazionale sui diritti delle donne a Syracuse.
Gage fu considerata più radicale di Susan B. Anthony o Elizabeth Cady Stanton, con la quale fu una critica vocale della Chiesa cristiana, che la metteva in conflitto con suffragisti conservatori come Frances Willard e l'Unione della temperanza cristiana della donna. Anziché sostenere che le donne meritassero il voto perché la loro moralità femminile avrebbe influenzato adeguatamente la legislazione, sostenne che meritavano il suffragio come un "diritto naturale". Nonostante la sua opposizione alla Chiesa, a suo modo Gage era profondamente religiosa e si unì al Comitato di revisione di Stanton per scrivere La Bibbia della donna.

## Scrittrice ed editrice
Gage fu una prolifica scrittrice: scrisse per numerosi giornali, riferendo degli sviluppi nel movimento del suffragio femminile. Nel 1878 acquistò il Ballot Box, il diario mensile di un'associazione di suffragio di Toledo, in Ohio, quando la sua editrice Sarah RL Williams decise di ritirarsi. Gage lo trasformò in The National Citizen and Ballot Box, spiegando così le sue intenzioni per il giornale:

Gage divenne la sua principale editrice per i successivi tre anni (fino al 1881), scrivendo e pubblicando saggi su una vasta gamma di problemi. Ogni edizione recava le parole La penna è più potente della spada e includeva colonne regolari su donne di spicco nella storia e inventori femminili. Scriveva in modo chiaro, logico e spesso con un'arguzia asciutta e un senso dell'ironia ben rifinito. Scrivendo di leggi che consentivano a un uomo di volere i propri figli a un tutore estraneo alla madre, Gage osservò:

## Attivismo
Gage si descriveva come nata con un odio di oppressione. Grazie a lei, lo stato di New York concesse il suffragio femminile per l'elezione dei membri dei consigli scolastici. Gage assicurò che ogni donna nella sua zona avesse l'opportunità di votare scrivendo lettere che rendessero le donne consapevoli dei loro diritti e sedendosi alle urne assicurandosi che nessuno fosse respinto. Sostenne Victoria Woodhull e Ulisse S Grant nelle elezioni presidenziali del 1872. Nel 1873 difese Susan B. Anthony quando questa fu processata per aver votato in quelle elezioni, facendo avvincenti argomentazioni legali e morali.

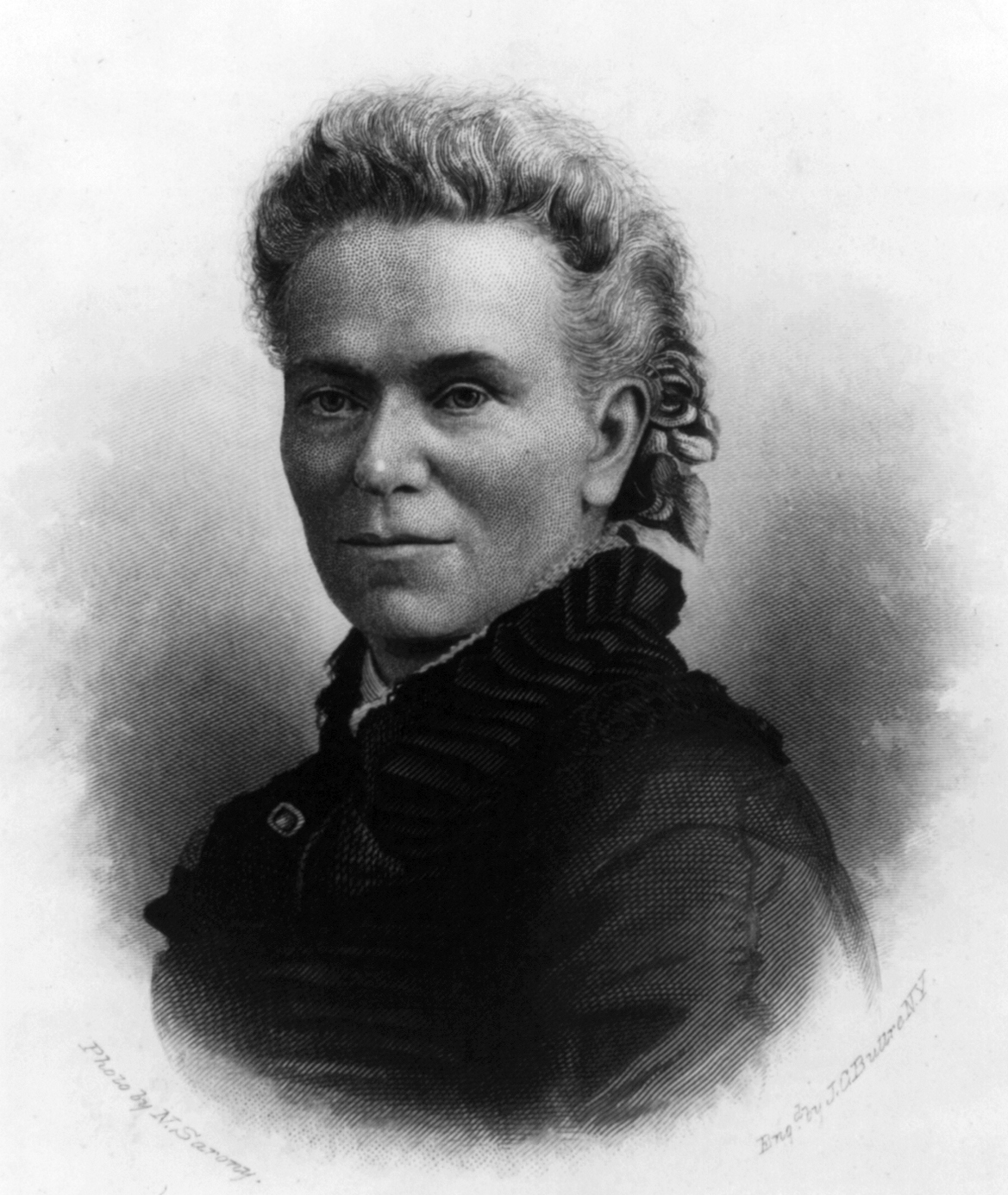
Incisione di Gage di John Chester Buttre su foto di Napoleon Sarony

Gage tentò senza successo di impedire l'acquisizione prudente del movimento di suffragio femminile. Susan B. Anthony, che aveva contribuito a fondare la National Woman Suffrage Association (NWSA), era principalmente preoccupata di ottenere il voto, una prospettiva che Gage trovava troppo ristretta. I suffragisti conservatori furono attratti dal movimento di suffragio credendo che il voto delle donne avrebbe raggiunto la temperanza e gli obiettivi politici cristiani. Queste donne non erano a sostegno della riforma sociale generale. L'American Woman Suffrage Association (AWSA), parte dell'ala conservatrice del movimento di suffragio, era aperta alla prospettiva di fondersi con la NWSA. La fusione delle due organizzazioni, promossa da Lucy Stone, Alice Stone Blackwell e Anthony, produsse la National American Woman Suffrage Association (NAWSA) nel 1890. Stanton e Gage mantennero le loro posizioni radicali e si opposero alla fusione delle due associazioni di suffragio perché ritenevano che fosse una minaccia alla separazione tra chiesa e stato. La riuscita fusione dei due gruppi di suffragio spinse Gage a fondare l'Unione liberale nazionale delle donne (WNLU) nel 1890, di cui fu presidente fino alla sua morte. Attirando membri più radicali di NAWSA, il WNLU divenne la piattaforma per idee radicali e liberali del tempo. Gage divenne direttrice della rivista ufficiale del WNLU, The Liberal Thinker.
Gage era un'avida avversaria della chiesa cristiana controllata dagli uomini, avendo analizzato secoli di pratiche cristiane come degradanti e oppressive per le donne. Vedeva la chiesa cristiana come fulcro centrale nel processo di sottomissione delle donne agli uomini, un processo in cui la dottrina e l'autorità della chiesa venivano usate per ritrarre le donne come moralmente inferiori e intrinsecamente peccaminose. Sosteneva fortemente la separazione tra chiesa e stato, credendo che "la più grande lesione per le donne derivasse dalle leggi teologiche che soggiogavano la donna all'uomo". Scrisse nell'ottobre 1881:
Nel 1893 pubblicò Woman, Church and State, un libro che delineava la varietà di modi in cui il cristianesimo aveva oppresso le donne e rafforzato i sistemi patriarcali. Era di ampio respiro e ampiamente sviluppato su argomenti e idee che aveva precedentemente esposto in discorsi (e in un capitolo di History of Woman Suffrage che portava lo stesso nome). Gage divenne una teosofa e, negli ultimi due anni della sua vita, i suoi pensieri si concentrarono su argomenti metafisici e sui fenomeni e la filosofia dello spiritismo e degli studi teosofici. Durante la sua malattia critica nel 1896 conobbe alcune illuminazioni che intensificarono il suo interesse per la ricerca psichica. Aveva un grande interesse per i misteri occulti della teosofia e di altre speculazioni orientali sulla reincarnazione e sul potere creativo illimitato dell'uomo.
Come molte altre suffragiste, Gage considerava l'aborto una tragedia spiacevole, sebbene le sue opinioni sull'argomento fossero più complesse della semplice opposizione. Nel 1868 scrisse una lettera a The Revolution (un documento sui diritti delle donne curato da Elizabeth Cady Stanton e Parker Pillsbury), sostenendo l'opinione che l'aborto fosse un'istituzione sostenuta, dominata e promossa dagli uomini. Gage si oppose all'aborto per principio, incolpandolo del "desiderio egoistico" dei mariti di mantenere la loro ricchezza riducendo la loro prole:
Nel 1881 scrisse a proposito del divorzio:
Altre femministe del periodo si riferivano alla "maternità volontaria", raggiunta attraverso pratiche sessuali consensuali non trasformative, astinenza sessuale periodica o permanente o (soprattutto) il diritto di una donna (specialmente una moglie) di rifiutare il sesso.
Scrisse inoltre nel 1878:
In Woman, Church and State citò la società irochese, tra gli altri, come un "matriarcato" in cui le donne avevano un vero potere, osservando che un sistema di discesa attraverso la linea femminile e i diritti di proprietà femminile portavano a un parità di relazione tra uomini e donne. Gage trascorse del tempo tra gli irochesi e ricevette il nome Karonienhawi (colei che tiene il cielo) dopo la sua iniziazione nel clan dei lupi. Fu ammessa al Consiglio irochese delle matrone.

## Vita privata
Gage ebbe cinque figli con suo marito: Charles Henry (che morì durante l'infanzia), Helen Leslie, Thomas Clarkson, Julia Louise e Maud. Quest'ultima sposò L. Frank Baum, autore de Il meraviglioso mago di Oz.
Gage morì nella casa di Baum a Chicago nel 1898. Sebbene sia stata cremata, c'è una lapide commemorativa nel cimitero di Fayetteville che reca il suo slogan C'è una parola più dolce di Madre, Casa o Paradiso. Quella parola è Libertà.
La sua pronipote era la senatrice degli Stati Uniti del Nord Dakota Jocelyn Burdick.

## Effetto Matilda ed eredità
Nel 1993 la storica scientifica Margaret W. Rossiter coniò il termine effetto Matilda per identificare la situazione sociale in cui le scienziate ricevono in modo impreciso meno credito per il loro lavoro scientifico di quanto rivelerebbe un esame obiettivo del loro effettivo sforzo. L'effetto Matilda è l'opposto dell'effetto San Matteo, in cui gli scienziati già famosi sono troppo accreditati con nuove scoperte. L'eredità di Gage è stata dettagliata nelle biografie pubblicate da Sally Roesch Wagner, e Charlotte M. Shapiro.
Nel 1995 Gage fu inserita nella National Women's Hall of Fame.

## Opere selezionate
- "Is Woman Her Own?", Pubblicato in The Revolution, 9 aprile 1868, ed. Elizabeth Cady Stanton, Parker Pillsbury. pp 215–216.
- "Prospectus", pubblicato su The National Citizen and Ballot Box, ed. Matilda EJ Gage. Maggio 1878 p 1.
- "Indian Citizenship", pubblicato su The National Citizen and Ballot Box, ed. Matilda EJ Gage. Maggio 1878 p 2.
- "All The Rights I Want", pubblicato su The National Citizen and Ballot Box, ed. Matilda EJ Gage. Gennaio 1879 p 2.
- "A Sermon Against Woman", pubblicato su The National Citizen and Ballot Box, ed. Matilda EJ Gage. Settembre 1881 p 2.
- "God in the Constitution", pubblicato in The National Citizen and Ballot Box, ed. Matilda EJ Gage. Ottobre 1881 p 2. [30]
- "Cosa esige il governo", pubblicato su The National Citizen and Ballot Box, ed. Matilda EJ Gage. Ottobre 1881 p 2. [30]
- "Donne che lavorano", pubblicato su The National Citizen and Ballot Box, ed. Matilda EJ Gage. Ottobre 1881 p 3. [30]
- Donna come inventore, 1870, Fayetteville, NY: FA Darling
- History of Woman Suffrage, 1881, Capitoli di Cady Stanton, E., Anthony, SB, Gage, MEJ, Harper, IH (pubblicato di nuovo nel 1985 da Salem NH: Ayer Company)
- The Aberdeen Saturday Pioneer, 14-21 marzo 1891, editore e redattori. È possibile che abbia scritto alcuni editoriali non firmati precedenti, piuttosto che L. Frank Baum, per i quali ha completato la tiratura del documento.
- Woman, Church and State, 1893 (pubblicato di nuovo nel 1980 da Watertowne MA: Persephone Press)